# Pinus apulcensis
Pinus apulcensis je mexická, guatemalská a salvadorská borovice, mnohými botaniky považovaná pouze za varietu borovice Pinus pseudostrobus – Pinus pseudostrobus varieta apulcensis.

## Původ názvu stromu
Název stromu pochází od názvu místa, kde byl strom poprvé v roce 1838 nalezen německým botanikem Karlem Theodorem Hartwegem (1812–1871 ) – město Apulco v mexickém státě Zacatecas.

## Synonyma
- Pinus apulcensis
- Pinus oaxacana
- Pinus oaxacana varieta diversiformis
- Pinus pseudostrobus forma megacarpa
- Pinus pseudostrobus poddruh apulcensis
- Pinus pseudostrobus varieta apulcensis
- Pinus pseudostrobus varieta oaxacana.

## Popis
Popis je stejný jako u Pinus pseudostrobus, s výjimkou těchto rozdílů:
Výrůstky (Apophysis) jsou proměnlivé, nápadně vyvýšené a zčásti prodloužené, obzvláště na jedné straně šišky a směrem k její základně, s příčným kýlem, v obrysu kosočtverečné nebo pětiúhelníkové, s hranatým, nepravidelně zvlněným či zaobleným horním okrajem, barva je v různých odstínech hnědé barvy.
Přírůstek prvního roku (Umbo) je hřbetní, vyčnívající a (nebo) prodloužený, 5–15 mm dlouhý a 5–10 mm u základny široký, beztrnný a obvykle tmavší než výrůstek (Apophysis).

## Příbuznost
Strom není mnohými botaniky považován za příbuzný s Pinus pseudostrobus, a proto je jimi považován za samostatný druh .

## Výskyt
Strom se vyskytuje v Mexiku (státy Chiapas, Guerrero, Hidalgo (stát), México, Oaxaca, Puebla (stát), Tlaxcala, Veracruz (stát), Zacatecas (stát)); v Guatemale a v Salvadoru.

## Ekologie
Strom je nejrozšířenější ve státě Oaxaca v Mexiku, tvoří zde lesy s různými druhy borovic, nejčastěji s Pinus lawsonii a Pinus montezumae; v Salvadoru roste nejčastěji s borovicí Pinus tecunumanii. Strom je mrazuvzdorný do -6,6 °C.

## Nepřátelé a nemoci
Pinus apulcensis je v Chiapasu a v Oaxace hlavním hostitelem pro trpasličí jmelí Arceuthobium aureum poddruh petersonii a  Arceuthobium nigrum.

## Galerie

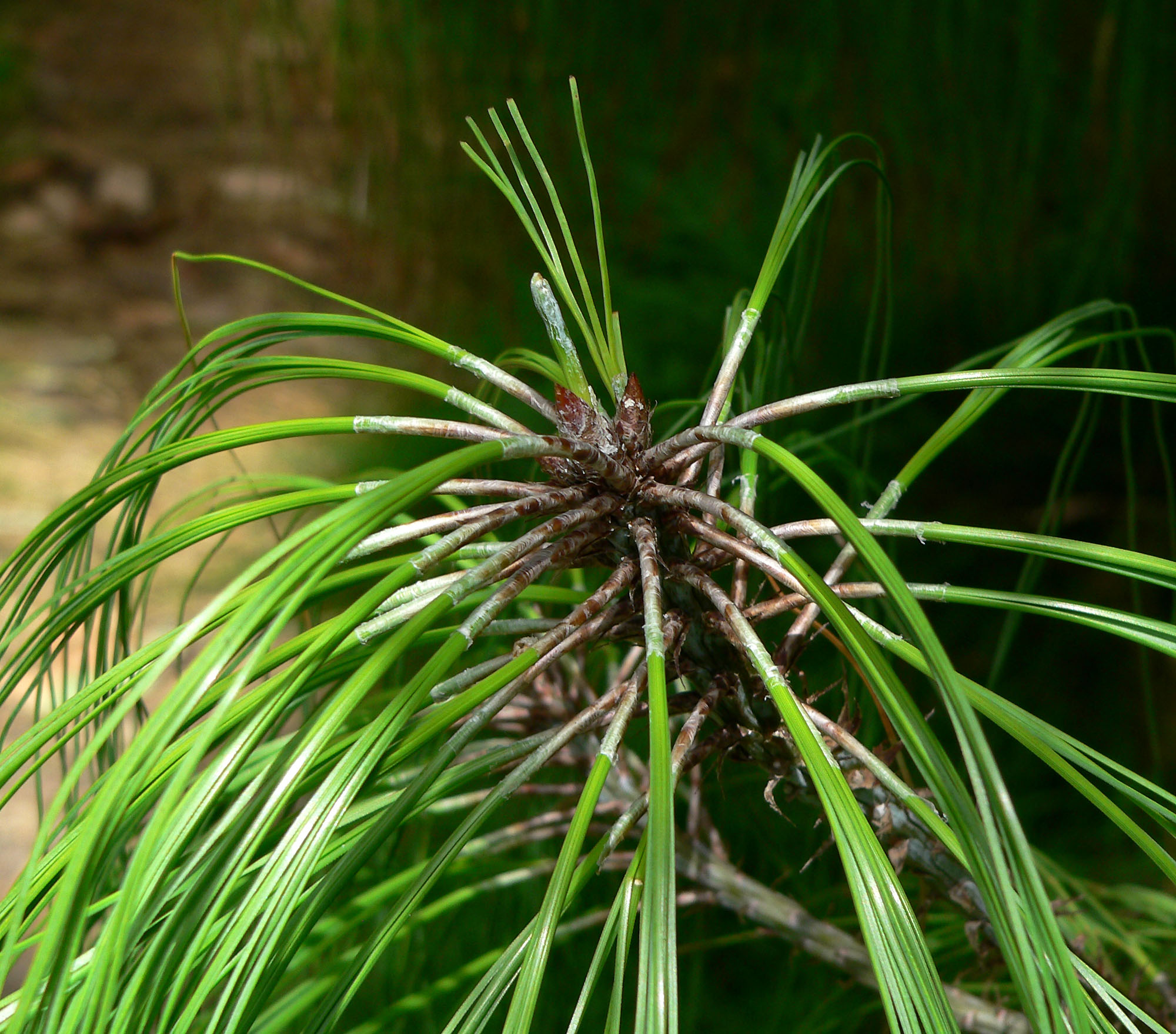
Pinus apulcensis, jehlice a pupeny, v botanické zahradě San Francisco Botanical Garden, San Francisco, Kalifornie, USA.
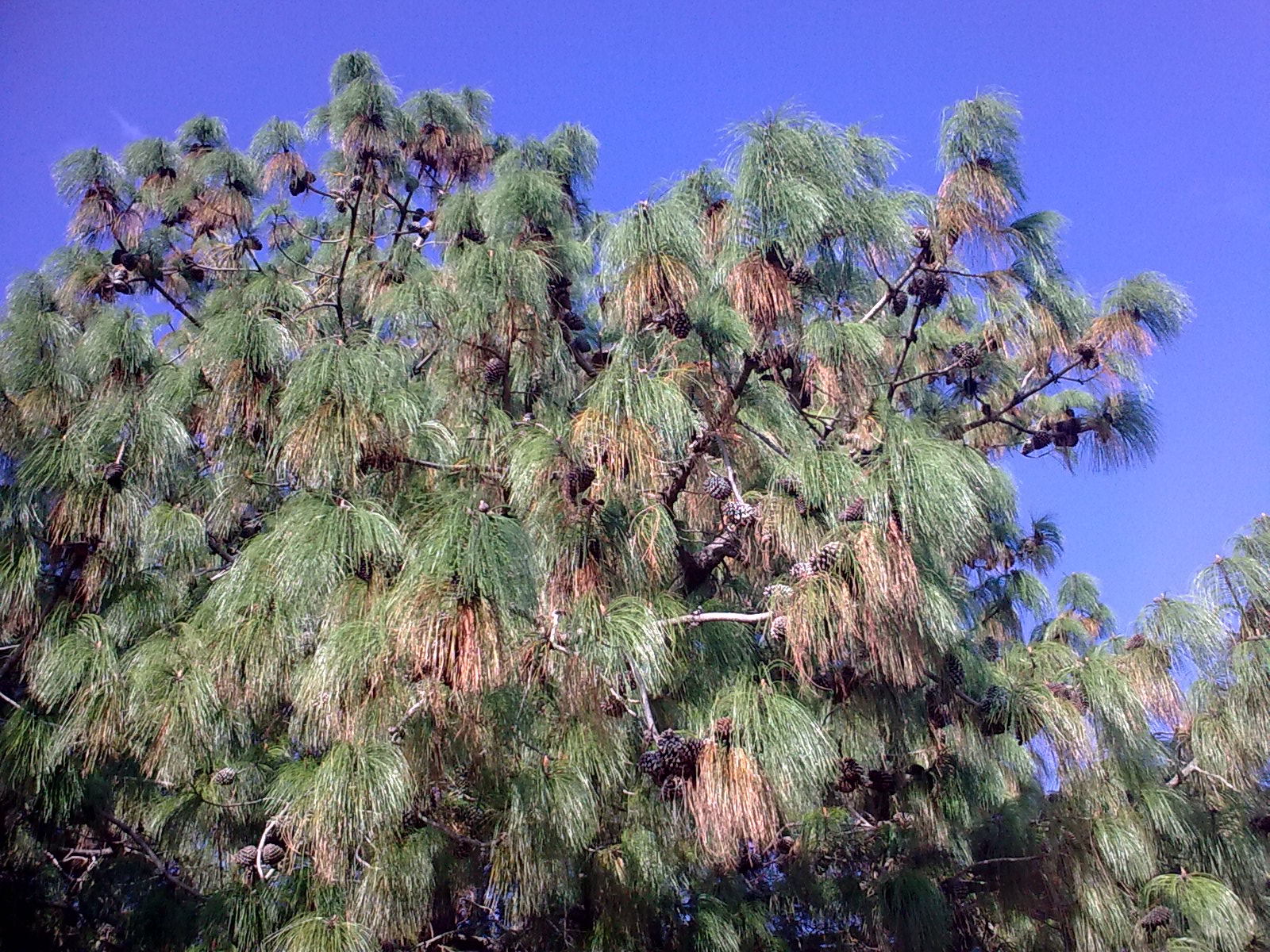
Pinus apulcensis v Monte Albán, Oaxaca, Mexiko. Fotil(a): Wicki.
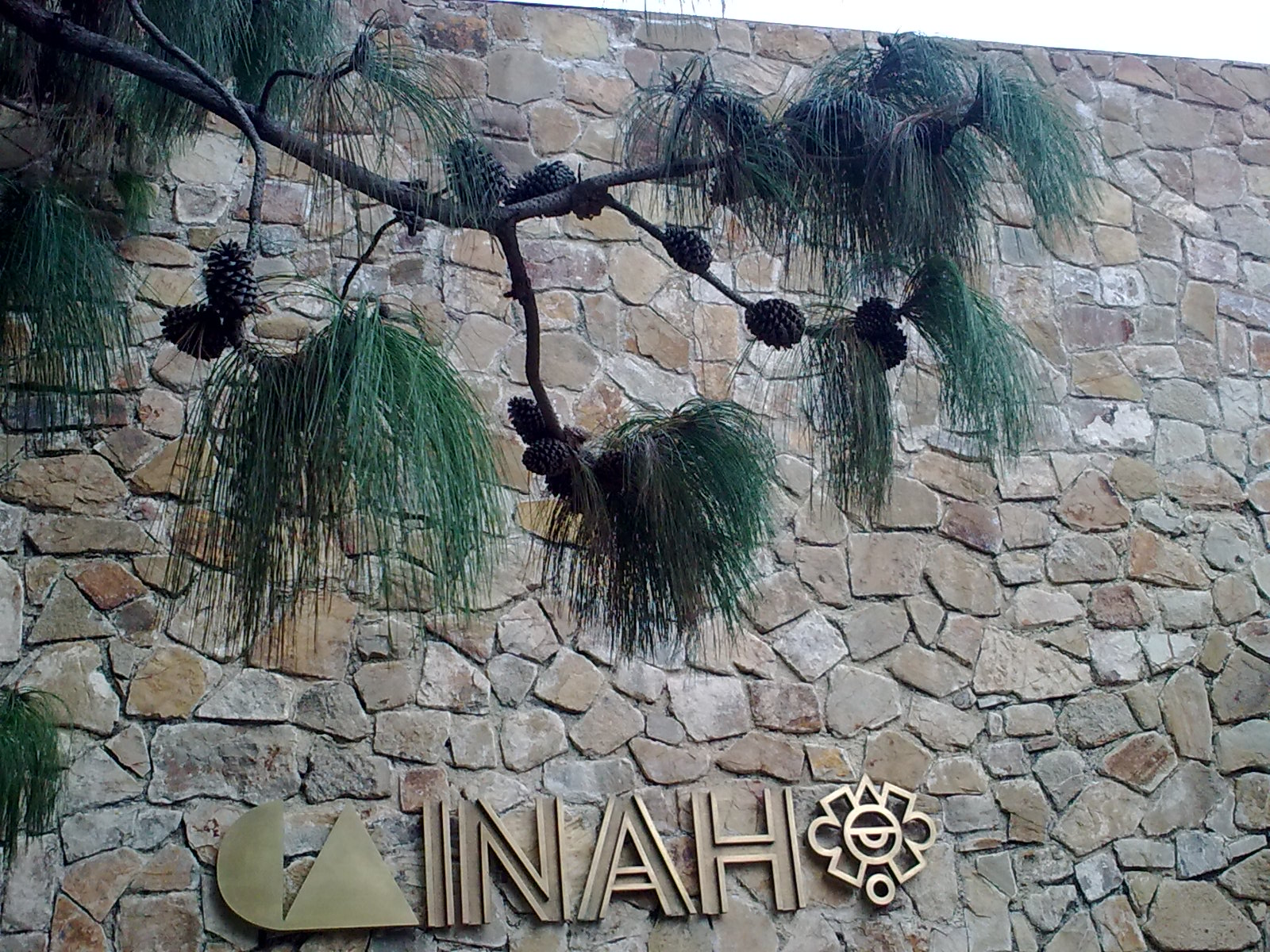
Pinus apulcensis, větev se šiškami, Monte Albán, Oaxaca, Mexiko. Fotil(a): Wicki.
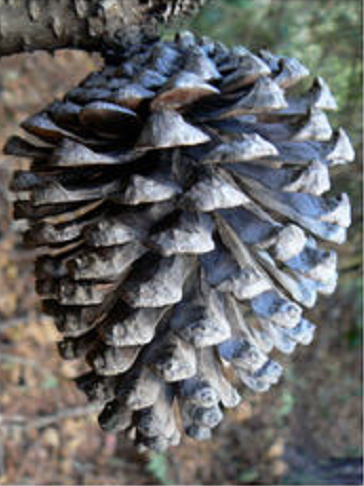
Samičí šištice (šiška) borovice Pinus apulcensis (synonymum Pinus pseudostrobus varieta apulcensis)